# Metasia asphycta
Metasia asphycta là một loài bướm đêm trong họ Crambidae.